# Tulus

Firma di Tulus

Muhammad Tulus Rusydi, noto come Tulus (Bukittinggi, 20 agosto 1987), è un cantante indonesiano.

## Biografia
Originario di Bukittinggi, Tulus ha avviato la propria attività musicale nel 2011 debuttando con l'album in studio eponimo, che ha ricevuto il plauso di Rolling Stone Indonesia e che contiene Teman pesta, brano candidato per un premio nell'ambito degli Anugerah Musik Indonesia, il principale riconoscimento musicale dell'Indonesia.
Il secondo disco Gajah, uscito nel febbraio 2014, gli ha regalato sei statuette in occasione della gala degli Anugerah Musik Indonesia tenutasi l'anno dopo. Similmente, l'LP Monokrom (2016) è stato ricompensato con quattro premi alla medesima cerimonia di premiazione. Tulus è stato votato come cantante preferito del 2017 all'adattamento indonesiano dei Kids' Choice Awards.
Per celebrare gli otto anni di carriera l'artista ha tenuto un concerto tutto esaurito presso il Kuala Lumpur Convention Centre il 3 agosto 2019. A sei anni di distanza dalla pubblicazione dell'ultimo progetto è ritornato sulle scene musicali con il disco Manusia; progetto grazie al quale ha piazzato tutte le tracce all'interno della Indonesia Songs. In particolare, Hati-hati di jalan ha mantenuto il controllo della stessa graduatoria per dodici settimane di fila.

## Discografia

### Album in studio
- 2011 – Tulus
- 2014 – Gajah
- 2016 – Monokrom
- 2022 – Manusia

### Album dal vivo
- 2019 – Langsung dari konser Monokrom Jakarta

### Singoli
- 2015 – Kutsu
- 2016 – Pamit
- 2016 – Ruang sendiri
- 2018 – Langit abu-abu
- 2018 – Labirin
- 2020 – Adaptasi